# Seoul Searching
Pour plus de détails, voir Fiche technique et Distribution.
Seoul Searching est un film sud-coréenno-chino-américain écrit, coproduit et réalisé par Benson Lee, sorti en 2015. Il s'agit d’une histoire réelle sur un groupe d’adolescents ayant été élevé dans différents pays mais tous originaire de Corée du Sud qui, en 1986, participe à la colonie de vacances à Séoul pour découvrir l’héritage culturel de leurs ancêtres,.

## Synopsis
Séoul, 1986. Un groupe d'adolescents d’origine coréenne venant de différents pays arrive à l’aéroport de Gimpo et part en colonie de vacances pour découvrir l'histoire et la culture sud-coréennes.

## Fiche technique
Sauf indication contraire, les informations mentionnées dans cette section peuvent être confirmées par la base de données cinématographiques IMDb,  présente dans la section « Liens externes ».
- Titre original : Seoul Searching
- Réalisation et scénario : Benson Lee
- Décors : Seok-Jin Jang
- Costumes : Shirley Kurata
- Photographie : Daniel Katz
- Montage : Steve M. Choe
- Musique : Woody Pak
- Production : Andrea Chung et Benson Lee
- Sociétés de production : A Bowery Hills Entertainment et Mondo Paradiso Films production[1]
- Société de distribution : Wonder Vision (États-Unis)
- Pays d'origine :  États-Unis /  Chine /  Corée du Sud
- Langues originales : anglais, coréen, allemand
- Format : couleur
- Genre : drame
- Durée : 105 minutes
- Dates de sortie :
  - États-Unis : 30 janvier 2015 (Festival du film de Sundance) ; 17 juin 2016 (sortie limitée)
  - Monde : 14 décembre 2017 (Netflix)[4]

## Distribution
- Justin Chon : Sid
- Jessika Van : Grace
- Cha In-pyo : M. Kim
- Teo Yoo : Klaus
- Esteban Ahn : Sergio
- Rosalina Lee : Kris Schultz
- Albert Kong : Mike Song
- Heejun Han : Chow
- Crystal Kay : Jamie
- Nekhebet Kum Juch : Jacky Im
- Uatchet Jin Juch : Judi Im
- Sue Son : Sara Han
- Guyhwa Choi : M. Chae

## Accueil
Seoul Searching est présenté en hors compétition le 30 janvier 2015 au festival du film de Sundance, avant sa sortie limitée le 17 juin 2016 aux États-Unis. Netflix le distribue mondialement le 14 décembre 2017.

## Récompenses
Sauf indication contraire, les informations mentionnées dans cette section peuvent être confirmées par la base de données cinématographiques IMDb,  présente dans la section « Liens externes ».
- CAAMFest 2015 : Prix du public du meilleur film pour Benson Lee
- Festival international du film de Seattle 2015 : Prix de jury pour Benson Lee et Andrea Chung